# Mathews (Virginia)
Mathews è un census-designated place (CDP) degli Stati Uniti d'America, situato nello stato della Virginia, nella contea di Mathews, della quale è il capoluogo.